# Apostolepis flavotorquata
Apostolepis flavotorquata este o specie de șerpi din genul Apostolepis, familia Colubridae, descrisă de Duméril, Bibron și Duméril 1854. Conform Catalogue of Life specia Apostolepis flavotorquata nu are subspecii cunoscute.